# The Desert Music and Other Poems
The Desert Music and Other Poems – tomik wierszy amerykańskiego poety, późniejszego laureata Nagrody Pulitzera w dziedzinie poezji, Williama Carlosa Williamsa, opublikowany w 1954. Kolejnym tomikiem autora był Journey to Love.